# Ignacij Kovačič
Ignacij Kovačič, slovenski posestnik in politik, * 9. maj 1839, Most na Soči, † 20. maj 1914, Most na Soči.
Bil je dolgo let župan Svete Lucije (sedaj Most na Soči). Leta 1876 je bil v kuriji slovenskega veleposestva izvoljen v goriški deželni zbor. V isti deželni zbor je bil ponovno izvoljen v kuriji sodnih okrajev Bovec, Cerkno in Tolmin. Leta 1877 je v deželnem zboru nastopil z zahtevo, da se uredi cestna povezava Soške doline s
Koroško, 1896 pa je bil med soustanovitelji soške podružnice planinskega društva Tolmin.